# Труфанково
Труфанково — деревня в Максатихинском районе Тверской области. Входит в состав Рыбинского сельского поселения. До 2006 года была центром Труфанковского сельского округа.
Расположена в 24 км к северу от районного центра Максатиха, в 3 — 5 км от реки Молога. Рядом две деревни — Зараменье и Гришково.

## Население
Население по переписи 2002 — 37 человек, 20 мужчин, 17 женщин.
| 2008 | 2010 |
| ---- | ---- |
| 14   | ↗21  |

## История
Во второй половине XIX — начале XX века сельцо Труфанково относилось к Столоповской волости Вышневолоцкого уезда Тверской губернии.
В 1940 году деревня Труфанково — в составе Гришковского сельсовета Максатихинского района Калининской области. Западная часть деревни — отдельная деревня Березиха.
В 1970-80-е годы в деревне — совхоз «Труфанково», сельсовет, школа, пекарня, магазин.
В 1997 году — 19 хозяйств, 35 жителей.

## Достопримечательности
Курганные группы, камень-следовик, другие камни, серебряный родник.